# Promenade Robert-Laffont
La promenade Robert-Laffont (appelé également esplanade du J4) est située dans le 2e arrondissement de Marseille, 

## Situation et accès
La promenade est située au pied du fort Saint-Jean et à l'embouchure sud du port de la Joliette.

## Origine du nom
La rue doit son nom à Robert Laffont (1916-2010) marseillais fondateur des éditions Robert Laffont. 

## Historique
L'esplanade est un ancien domaine public maritime, occupé pendant longtemps par le hangar J4 du port de Marseille et rénové dans le cadre de l'opération Euroméditerranée. 
Après la démolition du hangar, l'esplanade est aménagée en un vaste espace public de 5 hectares entre la Major, le fort Saint-Jean et la mer Méditerranée. À partir de 2009, l'esplanade est l'objet de grands travaux qui se terminent en 2013, dans le cadre de Marseille-Provence 2013, avec la construction du MuCEM, de la Villa Méditerranée, de deux darses entre l'esplanade et le fort Saint-Jean et une nouvelle esplanade de 20 000 m2.
|  |

## Bâtiments remarquables et lieux de mémoire
L'esplanade abrite depuis 2013 le musée des civilisations de l'Europe et de la Méditerranée et la Villa Méditerranée.

### Aménagements

#### Darses
Lors des réaménagements de 2009-2013, deux darses sont créées qui permettent de remettre en eau la façade du fort Saint-Jean telle qu'elle l'était jusqu'au début du XXe siècle avant que soit créer le hangar du J4.
Les deux darses, aménagées en L, communiquent avec la mer au sud de la digue Saint-Jean et couvrent une surface de 10 485 m2. Un espace de promenade existe, la promenade Louis Brauquier le long du fort Saint-Jean, qui permet de rejoindre à pied le Vieux-Port à l'esplanade du J4 en longeant la mer.

#### Parking
Un parking souterrain a été créé sous la maîtrise d’ouvrage de la communauté urbaine Marseille Provence Métropole.

#### MuCEM et Villa Méditerranée
La Villa Méditerranée et le MuCEM sont construits au sud de l'esplanade du J4, séparés par une darse. Le MuCEM est relié au fort Saint-Jean et au parvis de l'église Saint-Laurent par des passerelles.